# Чертяж
Чертяж (бел. Чарця́ж) — деревня в Минском районе Минской области Белоруссии. Расположена в 9 км. к востоку от Минска. Входит в состав Боровлянского сельсовета.

## История
До 9 августа 1979 года деревня входила в состав Зеленолужского сельсовета.

## Население
- 1999 год (перепись) — 13 человек
- 2009 год (перепись) — 53 человека